# Arnaldo José da Silva
Arnaldo José da Silva (1 de febrer de 1944 - 24 de maig de 1999), conegut simplement com a Arnaldo, va ser un futbolista portuguès que va jugar com a migcampista ofensiu.